# Station Biernatowo
Station Biernatowo is een spoorwegstation in de Poolse plaats Biernatowo.